# Grote Prijs Eco-Struct
Il Grote Prijs Eco-Struct è una corsa in linea femminile di ciclismo su strada che si svolge nella Provincia delle Fiandre Orientali, in Belgio.

## Albo d'oro
Aggiornato all'edizione 2024.
| Anno | Vincitrice        | Seconda          | Terza               |
| ---- | ----------------- | ---------------- | ------------------- |
| 2020 | Lorena Wiebes     | Charlotte Kool   | Susanne Andersen    |
| 2021 | Lorena Wiebes     | Susanne Andersen | Amber van der Hulst |
| 2022 | Charlotte Kool    | Rachele Barbieri | Lorena Wiebes       |
| 2023 | Amalie Dideriksen | Lara Gillespie   | Mirre Knaven        |
| 2024 | Chiara Consonni   | Anniina Ahtosalo | Daria Pikulik       |